# Cornel Trăilescu
Cornel Trăilescu (n. 11 august 1926, Timișoara, România – d. 8 ianuarie 2019, București, România) a fost un dirijor și compozitor român.

## Biografie
A început studiul pianului la 6 ani. A urmat studii muzicale la Conservatorul Municipal și la Institutul de Artă din Timișoara, în perioada 1945-1949. Concomitent cu studiile, din 1946 până în 1949, a lucrat pe post de corepetitor la Opera Română din Timișoara.
După terminarea studiilor, a lucrat ca maestru de cor la Teatrul de Stat de Operetă din București, în perioada 1951 -  1955.  Concomitent, a lucrat la Opera Română din București, întâi ca dirijor de cor (1952-1955), apoi ca dirijor (din 1955) și, în final, director (1992-1993).
În lunga sa carieră, a dirijat concerte simfonice și spectacole de operă la Timișoara, Cluj, Constanța, Brașov, Iași ș.a. A întreprins și turnee artistice în Italia, URSS, Polonia, Franța, Germania, Bulgaria, Finlanda, Spania etc.
Cornel Trăilescu a fost membru al Uniunii Compozitorilor și Muzicologilor din România.

## Distincții
În decursul carierei a primit mai multe distincții: 
- Ordinul Meritul Cultural cls. IV,
- Ordinul Meritul Cultural clasa a III-a (20 aprilie 1971) „pentru merite deosebite în opera de construire a socialismului, cu prilejul aniversării a 50 de ani de la constituirea Partidului Comunist Român”[2]
- Ordinul Meritul Cultural în grad de cavaler (2004).

## Compoziții
Muzică de teatru
- Motanul încălțat (1961), operă pentru copii, în 3 acte;
- Domnișoara Nastasia (1965), balet în 9 tablouri, libret după piesa lui George Mihail Zamfirescu;
- Primăvara  (1972), balet în 3 acte,;
- Bălcescu (1974), operă în 3 acte;
- Dragoste și jertfă/ Drum spre glorie (1977), operă în 3 acte libretul după piesa Marele Soldat de Dan Tărchilă;
- Albă ca zăpada (1986), balet, libretul după basmul Fraților Grimm;
- Fântâna Blanduziei (2002), operetă în 3 acte, libretul după feeria lui Vasile Alecsandri.

Muzică vocal-simfonică
- Omul țării (1983), cantată pentru cor mixt și orchestră, versuri de Nicolae Dragoș.

Muzică simfonică
- Suită pentru orchestră (1952).

Muzică de film
- Băile Herculane (1958), muzică pentru film documentar (regia Constanța Stănciulescu).

Muzică de cameră
- Suită pentru pian (1951);
- Cvartet de coarde în re major (1954);
- Sonată în sol major pentru vioară și pian (1955);
- Preludiu și cântec de leagăn pentru harpă (1959);
- Sonată pentru oboi și pian (1960);
- Cvintet de suflători (1963).

Muzică corală
- Bună dimineața, soare (1964), cor mixt/bărbătesc, versuri de Ioan Meițoiu;
- Sub limpedele cer (1973), cor pentru voci egale;
- Trei nume [Partidul, Ceaușescu, România] (1983), cor mixt, versuri de Victor Tulbure,
- Glorie muncii (1983), cor mixt/unison, versuri de Constantin Cârjan;
- Uniți, spre comunism, urmăm partidul! (1984), cor mixt, versuri de Nicolae Dragoș.

Muzică vocală
- Balada unui greier mic (1957), pentru voce și pian, pe versuri de George Topârceanu
- Visătorul (1957), pentru voce și pian, pe versuri de Lucian Blaga.